# Otto Gümbel
Otto Karl Gümbel (* 23. August 1876 Winnweiler; † 16. März 1943 München) war ein deutscher Eisenbahner und SA-Führer, zuletzt im Rang eines SA-Gruppenführers.

## Leben und Wirken

### Im Kaiserreich
Gümbels Familie siedelte 1880 nach Dahn über, wo der Vater eine Stellung als Forstamtsvorstand erhalten hatte. Von 1883 bis 1887 besuchte Gümbel dort die Volksschule. Anschließend wurde er vom 1. April 1887 bis 1892 an einem humanistischen Gymnasium in Kaiserslautern und von 1892 bis 1894 am Gymnasium in Zweibrücken unterrichtet. 
Vom 16. Oktober 1894 bis 5. September 1895 gehörte Gümbel der Armee an. Dort bereitete er sich auf das Fähnrichsexamen im Institut Trautmann vor, brach dieses aber infolge des Todes seines Vaters ab. Stattdessen trat er im Oktober 1895 in den Dienst der Pfälzischen Eisenbahn. 1896 erhielt er eine Stellung bei der Bahnhofsverwaltung Landau. Nachdem er im April 1900 die Assistentenprüfung bei den Pfälzischen Eisenbahnen abgelegt hatte, übernahm er am 1. Juli 1900 eine Stellung als Gehilfe in Ludwigshafen am Rhein. Zum 16. Januar 1901 wechselte Gümbel in derselben Funktion nach Hauenstein, wo er am 1. Juli 1903 zum Assistenten befördert wurde.
Seit dem 1. Januar 1905 war Gümbel in Maximiliansau tätig, von wo er zum 16. November 1908 nach Zweibrücken wechselte, wo er bis zum Ausbruch des Ersten Weltkriegs (?) tätig blieb. Als die Pfälzischen Eisenbahnen am 1. Januar 1909 von den Königlich Bayerischen Staatseisenbahnen übernommen wurde, wurde er zum Eisenbahnsekretär befördert. Außerdem besuchte er von 1910 bis 1911 die Verkehrsakademie.
Nach dem Ausbruch des Ersten Weltkriegs wurde Gümbel zum Betriebsleiter des Grenz- und Aufmarschbahnhofes Zweibrücken ernannt. Von 1915 bis 1918 kämpfte er als Angehöriger der bayerischen (?) Armee an der Front.

### In der Weimarer Republik
Nach dem Ende des Krieges kehrte Gümbel in den Dienst der Bahn zurück und wurde er wieder in Zweibrücken beschäftigt. Zum 1. August 1919 wurde er zum Bahnverwalter befördert. Während seiner Zweibrückener Zeit trat Gümbel im November 1920 erstmals in die NSDAP ein und beteiligte er sich an der Gründung der NSDAP-Ortsgruppe in Zweibrücken.
Im März 1923 wurde Gümbel „wegen Ungehorsams und Widerstand gegen die Besatzungsbehörde“ von den französischen Besatzungstruppen im Rheinland verhaftet. Nach seiner Freilassung wurde er am 3. April 1923 mit seiner Familie aus Zweibrücken ausgewiesen. Nachdem er sich zum 10. April 1923 in München niederließ, erhielt er dort zum 1. Mai 1923 eine Anstellung am Güterbahnhof. In München trat Gümbel im April 1923 in den Wehrverband Reichsflagge ein. Mit dem Bund Reichskriegsflagge, einer von Ernst Röhm angeführten radikalen Abspaltung der Reichsflagge, nahm Gümbel im November 1923 am Hitler-Putsch in München teil. Zusammen mit seinen beiden Söhnen wirkte er an der von einem Stoßtrupp unter Führung von Ernst Röhm geführten Besetzung des Münchner Wehrkreiskommandos mit.
Nach der Niederschlagung des Hitler-Putsches betätigte Gümbel sich in diversen Auffangorganisationen für die verbotene NSDAP und ihre Kampfverbände: So war er von 1924 bis Februar 1925 war Mitglied der Großdeutschen Volksgemeinschaft. Des Weiteren gehörte er dem Frontbann und der Altreichsflagge. Nach der Neugründung der NSDAP schloss Gümbel sich zunächst der SA und zum 1. Juni 1927 auch der Partei selbst an (Mitgliedsnummer 63.035). Seinen höchsten Rang erreichte Gümbel im Jahr 1942 mit der Beförderung zum SA-Gruppenführer.
Vom 1. Juni 1930 an war Gümbel bei der Reichsbahndirektion München beschäftigt, wo er am 1. Oktober 1930 zum Reichsbahnoberinspektor befördert wurde. 

### Im Nationalsozialismus
Vom 4. Oktober 1933 bis zum 31. März 1934 fungierte er als Unterrichtsdezernent der Reichsbahndirektion. Während dieser Zeit wurde er zum 1. Februar 1934 zum Reichsbahnrat befördert.
In der SA war Gümbel von 1931 bis zum 28. Februar 1934 im Stab der SA-Standarte R 16 in München tätig. Zum 1. März 1934 wurde er in den Stab der Obersten SA-Führung versetzt. Als Parteifunktionär amtierte Gümbel von November 1934 an als Gaufachschaftsleiter I (Reichsbahn) im RDB Gau München-Oberbayern. Vom 1. März 1939 bekleidete er zusätzlich die Funktion eines ehrenamtlichen Hauptreferenten im Führungshauptamt der Obersten SA-Führung. Zudem war er nebenamtlicher Landesarbeitsrichter.
Auch beruflich erfuhr Gümbel nach 1933 einen erheblichen Aufstieg: In der Zeit Vom 1. April 1934 bis zum 30. Juni 1936 war Gümbel Leiter eines Personaldezernats der Münchener Reichsbahndirektion. Seit dem 1. April 1935 im Rang eines Reichsbahnoberrats stehend, wurde er zum 1. Juli 1937 Vizepräsident der Reichsbahndirektion München sowie Leiter der Abteilung II. Am 1. Januar 1942 erreichte er schließlich den Höhepunkt seiner Laufbahn als Präsident der Reichsbahndirektion München. Dieses Amt bekleidete er bis zu seinem Tod.

## Beförderungen in der SA
- 1929 SA-Truppführer
- 1932: SA-Obertruppführer
- 15. April 1934: SA-Sturmführer
- 9. November 1934: SA-Obersturmführer
- 20. April 1935: SA-Sturmhauptführer
- 9. November 1935: SA-Sturmbannführer
- 9. November 1936: SA-Obersturmbannführer
- 1. Mai 1937: SA-Standartenführer
- 9. November 1938: SA-Oberführer
- 30. Januar 1941: SA-Brigadeführer
- 30. Januar 1942: SA-Gruppenführer